# Stoppomat

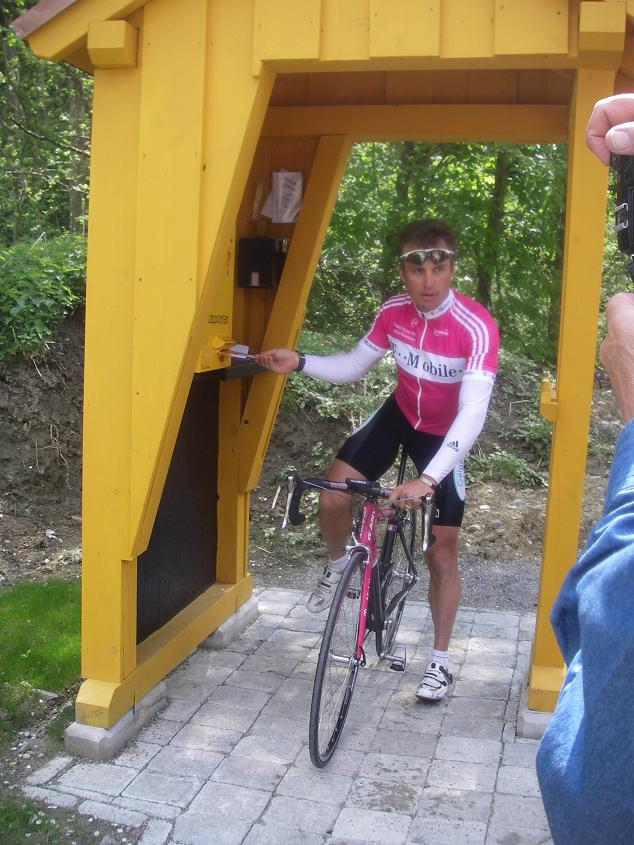
Steffen Wesemann, 2006 Radprofi bei T-Mobile, am Starthäuschen des ersten und inzwischen abgebauten Stoppomats am Höchsten

Der Stoppomat ist eine Zeitmessanlage für Ausdauersportler. Sie wurde ursprünglich für den Radsport entwickelt, heute aber auch von z. B. Läufern und Skatern genutzt.

## Geschichte
Der erste Stoppomat wurde in Deutschland im Jahr 2005 geplant und projektiert, im Frühjahr 2006 gebaut und in Betrieb genommen. Vergleichbare Geräte wurden bis dahin in der Schweiz und in Österreich hergestellt. Die Swisstrophy stellt seit 2003 drei mobile Anlagen an neun verschiedenen Standorten für einen kurzen Zeitraum zur freien Verfügung. Am Großglockner und am Albulapass sind seit Jahren fest installierte Anlagen im Gebrauch.
Die erste Anlage in Deutschland stand auf dem Höchsten, der mit 833 Meter Höhe die höchste Erhebung im Bodenseekreis ist. Das Starthaus stand auf 499 Meter ü. NN in der Schönemühle bei Urnau, die Zielsäule auf 830 Meter Höhe bei Glashütten. Seit 2007 fand an dieser ersten Anlage der Serie die Saisoneröffnung der Zeitnahme-Saison statt.
Das Starthaus und die Bergstation wurden im Frühjahr 2006 vom Radsportverein RSV Seerose e.V. aus Friedrichshafen geplant, gebaut und in Betrieb genommen. Auf der 8,2 Kilometer langen Strecke mussten bis zum Gipfel 360 Höhenmeter überwunden werden. Den Streckenrekord von 16:09 Minuten erreichte der damalige Radprofi Jörg Ludewig vom Team Wiesenhof-Felt. Das entspricht einer Durchschnittsgeschwindigkeit von 30,46 km/h.
Die wichtigste Veranstaltung auf der Anlage war das bis 2012 jährlich stattfindende Lightweight Uphill. Mit 950 Teilnehmern im Jahr 2011 stellt der Wettbewerb damals Deutschlands größtes Bergzeitfahren für Radsportler dar und wurde deshalb im Jahr 2011 vom Bund Deutscher Radfahrer zur Deutschen Meisterschaft Berg. In den Jahren 2006, 2007 und 2008 benutzten Radsportler die Anlage rund 11.800-mal bei der Erstanlage am Höchsten, um ihre Trainingszeit zu dokumentieren oder diese mit anderen Sportlern zu vergleichen. Es werden Radfahrer, Läufer, Nordic Walker, Skater und Handbiker in verschiedenen Kategorien verwaltet. 2021 wurde die Anlage abgebaut.
2010 wurden die Stoppomat-Strecken von der Initiative Deutschland – Land der Ideen als „Ausgewählter Ort im Land der Ideen“ ausgezeichnet. An den insgesamt zehn Anlagen wird etwa 22.000 Mal pro Jahr gestempelt.
2013 wurde mit der Kombinationsanlage im Renchtal/Oppenau neben der Rennradstrecke aus die Kniebissteige eine erste Mountainbikestrecke eröffnet.
Alle weiteren Anlagen werden ausschließlich im Ehrenamt für interessierte Vereine gebaut und gemeinsam projektiert. Im Fokus der Erbauer und Partnervereine steht hierbei die Gratisnutzung aller Anlagen und Förderung des Bergzeitfahrens.

## Handhabung

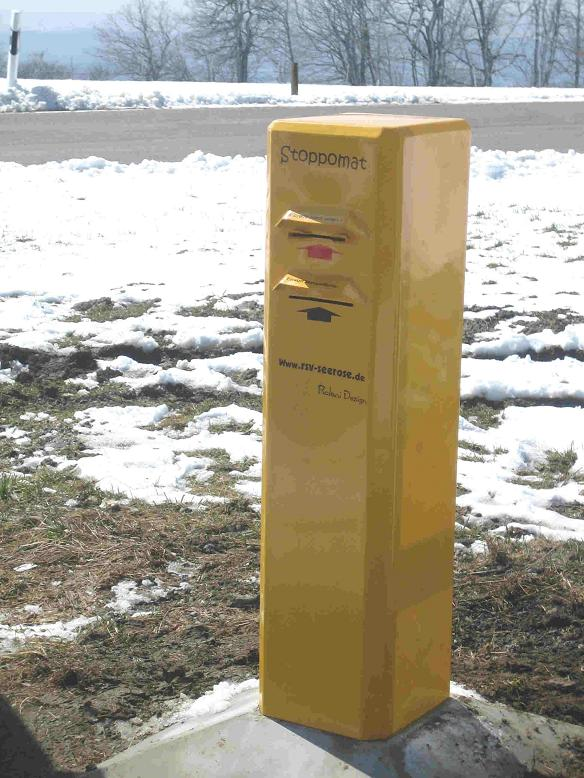
Zielautomat

- Der Sportler zieht eine Karte aus dem Kartenspender des Starthauses und beschriftet sie.
- Zum Start der Zeitmessung wird die Karte abgestempelt. Der Stoppomat stempelt dabei die aktuelle Uhrzeit.
- Nach Bewältigung der Distanz stempelt er die Karte am zweiten Gerät im Zielhaus erneut ab. Aus der Zeitdifferenz zwischen den beiden Zeiten ergibt sich die benötigte Fahrzeit.
- Der Sportler kann die Karte in einen dafür vorgesehenen Kasten einwerfen. Dieser wird regelmäßig geleert und die Daten werden in eine Datenbank eingetragen. Die Ergebnisse stehen dann über eine Website zum Abruf bereit.

## Bestandteile Stoppomat
- Die per Gebrauchsmuster und Markenrecht geschützte Anlage besteht aus einem Blechgehäuse und mindestens zwei funksynchronisierten Stempeluhren. Es können Stempelkarten in verschiedenen Formaten an- und abgestempelt werden.
- Die dokumentierten Start-, Zwischen- und Endzeiten können weiter verarbeitet werden.
- Der Stoppomat verfügt über eine Elektronik mit Druckfunktion, eine Zeitnahme mit einem DCF77-Funkempfänger und eine autarke Stromversorgung für eine Pufferzeit von einer Woche.
- Er ist konstruktiv vor Vandalismus, Niederschlag und Temperatureinflüssen geschützt.
- Die auf Linux basierende Eingabe- und Ausgabesoftware integriert zahlreiche Filtermöglichkeiten, um Sportergebnisse nach Alter, Geschlecht, Herkunft, Vereinszugehörigkeit, Erscheinen, Postleitzahlen und Sportgerät zu klassifizieren.

Zweite Generation

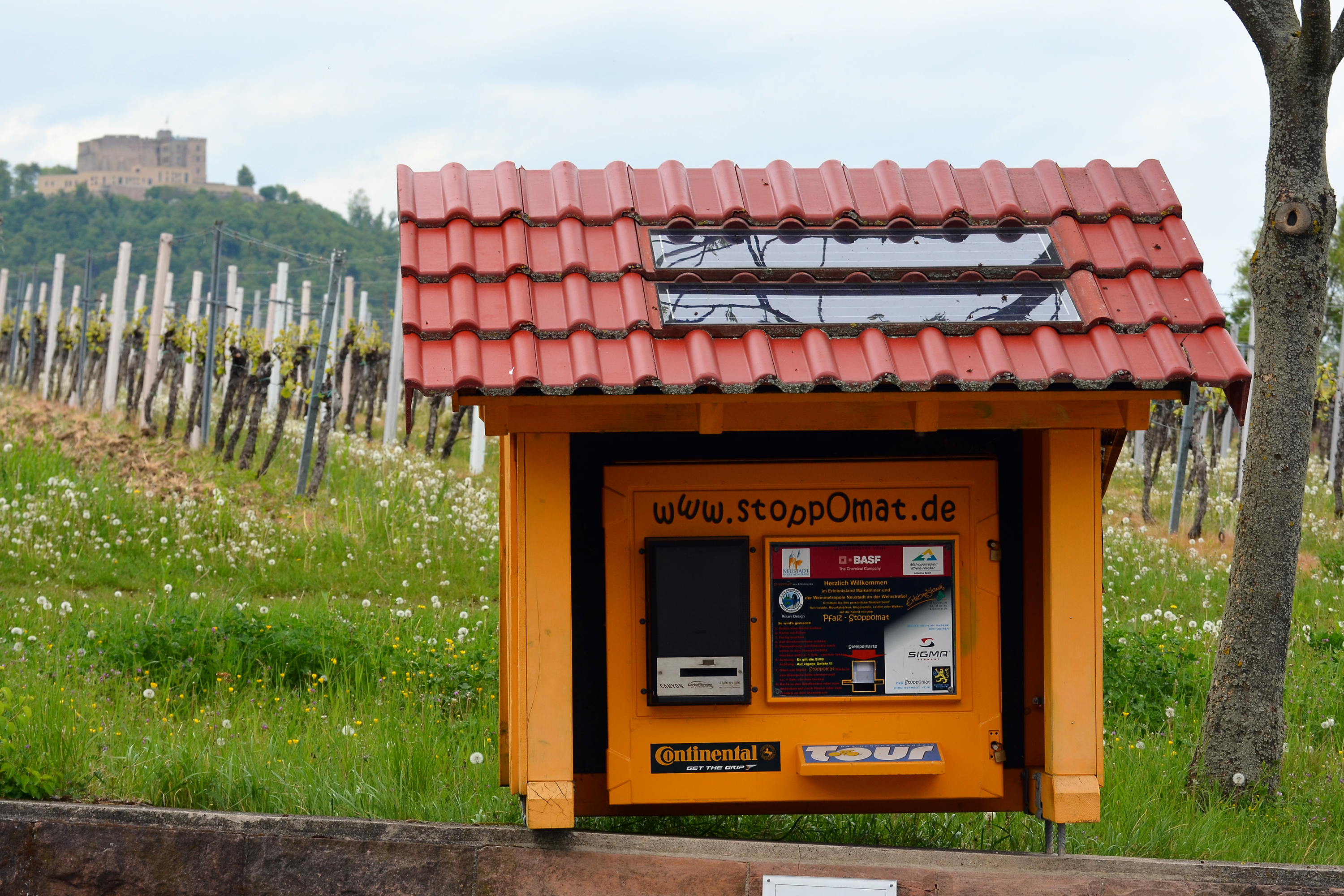
Stoppomat der zweiten Generation in Maikammer (Kalmit)

- Der Stoppomat der zweiten Generation zeichnet sich durch die Integration des Kartenspenders, Karteneinwurfes und Schreibpultes aus.
- Ferner wurde das Gehäuse durch ein Carbongehäuse für die Stempeleinheit ergänzt.
- Start- wie Zielstation sind durch ein Schutzhaus vor übermäßigen Wettereinflüssen geschützt. Die Schutzhäuser werden im Abbund-Zentrum Heiligenberg in CNC-Technik vorgefertigt.

Android-App
- Seit Herbst 2014 ist die dritte Generation in Betrieb. Dazu gibt es eine Android-Smartphoneapplikation. Die Zeitnahme wird mittels GPS in einem Korridor um die festinstallierten Tal- und Bergstationen gestartet und gestoppt. Die Auswertung funktioniert automatisch und kann per Befehl in die Datenbank hochgeladen werden.

## Tour-Stoppomat-Challenge
Seit Winter 2007/2008 wurden mehrere neue Anlagen erbaut, die durch ehrenamtliches Engagement der Sportvereine vor Ort und durch Sponsoren betrieben werden.
Es wurden Anlagen an folgenden Standorten in Betrieb genommen:
- Aspelbachtal (nahe Koblenz) (2021 geschlossen)
- Fuchshofen (Verbandsgemeinde Adenau)
- Gauernitz (Meißen)
- Gohrisch (Sächsische Schweiz)
- Göllheim (Donnersbergkreis)
- Großer Feldberg (Hochtaunuskreis)
- Hirschhorn (Landkreis Bergstraße) (2017 geschlossen)[2]
- Hoher Meißner (Werra-Meißner-Kreis)
- Kalmit (Maikammer)
- Königstuhl (Stadtkreis Heidelberg)
- Lichtenstein (Landkreis Reutlingen)
- Nitztal (Verbandsgemeinde Mayen)
- Parcent (Alicante, Spanien)
- Renchtal (Verbandsgemeinde Oppenau)
- Rönkhausen (Gemeinde Finnentrop)
- Suderburg (Lüneburger Heide)

Zur Erzielung einer Serienwertung generiert die Auswertesoftware einen Anlagendurchschnitt und setzt diesen Quotient auf 100. Die persönliche Fahrzeit wird zu diesem Anlagenquotienten ins Verhältnis gesetzt und dann in der Serienwertung addiert. So kann der Sportler durch das Befahren mehrerer Strecken seine Gesamtwertung verbessern. So können schnelle Fahrer, die nur eine Strecke befahren, durch schwächere Bergfahrer in der Gesamtwertung verdrängt werden, wenn diese mehrere Strecken befahren.

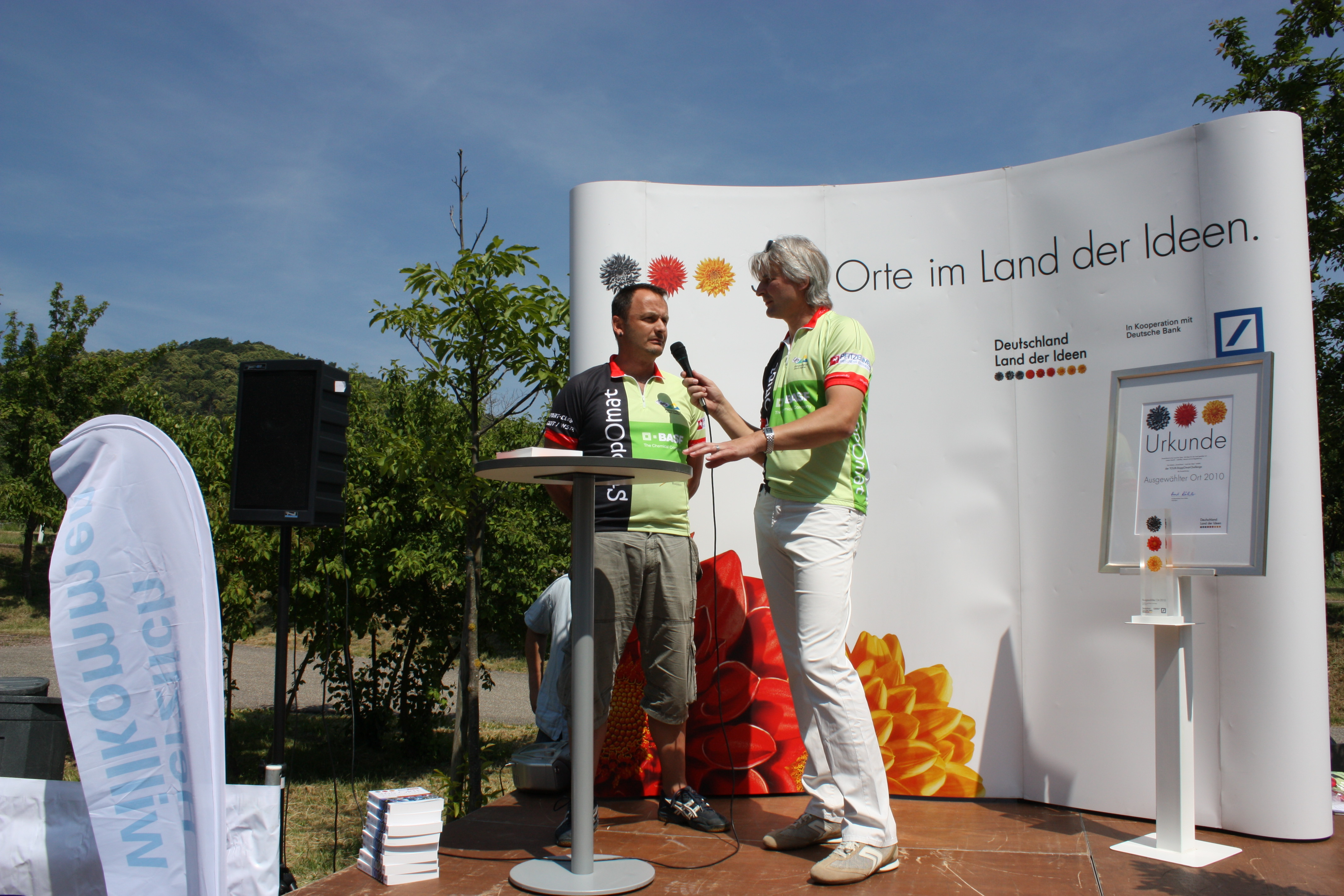
Preisübergabe in Maikammer, 27. Juni 2010

Im Jahr 2010 wurde die Serie Tour-Stoppomat-Challenge mit dem Preis Deutschland – Land der Ideen ausgezeichnet.